# Chengdu J-20
Die Chengdu J-20 (chinesisch 殲-20 / 歼-20, Pinyin Jiān-Èrlíng) ist ein Kampfflugzeug der fünften Generation des Unternehmens Chengdu Aerospace Corporation (CAC), das im Rahmen des J-XX-Programms für die Luftstreitkräfte der Volksrepublik China gebaut wird. Es handelt sich dabei um das erste Flugzeug chinesischer Produktion, das über Tarnkappeneigenschaften (engl. Stealth) verfügt. Das Flugzeug absolvierte seinen achtzehnminütigen Jungfernflug am 11. Januar 2011 und wurde am 9. März 2017 in Dienst gestellt.

## Beschreibung
Die J-20 geht vermutlich auf die Anforderungen des J-XX-Programms (Bezeichnung westlicher Geheimdienste für das Entwicklungsprogramm, die offizielle Bezeichnung ist nicht bekannt) zurück, das Ende der 1990er Jahre von den chinesischen Streitkräften initiiert wurde, um ein Tarnkappentechnik-Kampfflugzeug zu entwickeln. Zunächst war unklar, ob es sich um einen Bomber oder um einen Jäger handeln würde.
Ende 2009 wurde vom Bau eines Mock-ups berichtet und ab Mai 2010 erfolgte der Bau zweier Prototypen. Geleitet wird die Entwicklung von den Projektdirektoren Yang Wei und Zhang Jigao.
Die ersten Bilder der J-20 gelangten in die Öffentlichkeit, als am 22. Dezember 2010 Rollversuche mit dem Prototyp (Kennzeichen 2001) auf dem Werksgelände von Chengdu durchgeführt wurden. Darauf war zu erkennen, dass es sich bei der J-20 um einen Deltaflügler mit Canards handelt. Die Flächen des doppelten Seitenleitwerks sind deutlich nach außen gewinkelt, die rautenförmigen Lufteinlässe liegen am Bug an und sind als Diverterless Supersonic Inlet (DSI) ausgeführt. Mit der FC-1 hat CAC bereits ein Flugzeug mit DSI hergestellt, so dass man in diesem Bereich auf eigene praktische Erfahrungen zurückgreifen konnte. Angetrieben wird das Flugzeug höchstwahrscheinlich von russischen Triebwerken der Saturn AL-31-Familie. Der zweite Prototyp (Kennzeichen 2002) wurde eventuell von Shenyang Liming WS-10A- oder WS-10G-Triebwerken angetrieben, was an veränderten Düsen sichtbar war. In den Serienmaschinen sollte das WS-15 zum Einsatz kommen. Das US-Verteidigungsministerium geht aber davon aus, dass Triebwerke des Modells WS-10 erst von Ende 2021 an verbaut wurden.
Gleichzeitig zeigten Änderungen am Radom des zweiten Prototyps, dass eventuell ein AESA-Radar eingebaut wurde. Die Maschine ist 20,40 m lang und hat eine Spannweite von 13,50 m. Die Höhe beträgt ungefähr 4,45 m.
Das Grundaussehen der J-20 ähnelt dem der MiG 1.44, die Verwandtschaft wird besonders in der Heckansicht deutlich. Möglicherweise hat RAC MiG hier Entwicklungshilfe geleistet, wie bereits in den 1990er-Jahren bei der Entwicklung der FC-1. Übereinstimmungen mit der MiG 1.44 zeigen sich beim gesamten Hinterrumpf, den weit außen angeordneten Leitwerken und Falschkielen, der Delta-Canard-Konfiguration und den Dimensionen. Jedoch verneint die Firma jegliche Zusammenarbeit mit China. Die als Pendelruder ausgeführten, stark geneigten Seiten-/Höhenleitwerke ähneln dagegen mehr derjenigen der Suchoi Su-57. Bug, Cockpitsektion und Anordnung der Lufteinläufe wurden offensichtlich stark an die F-22 angelehnt.

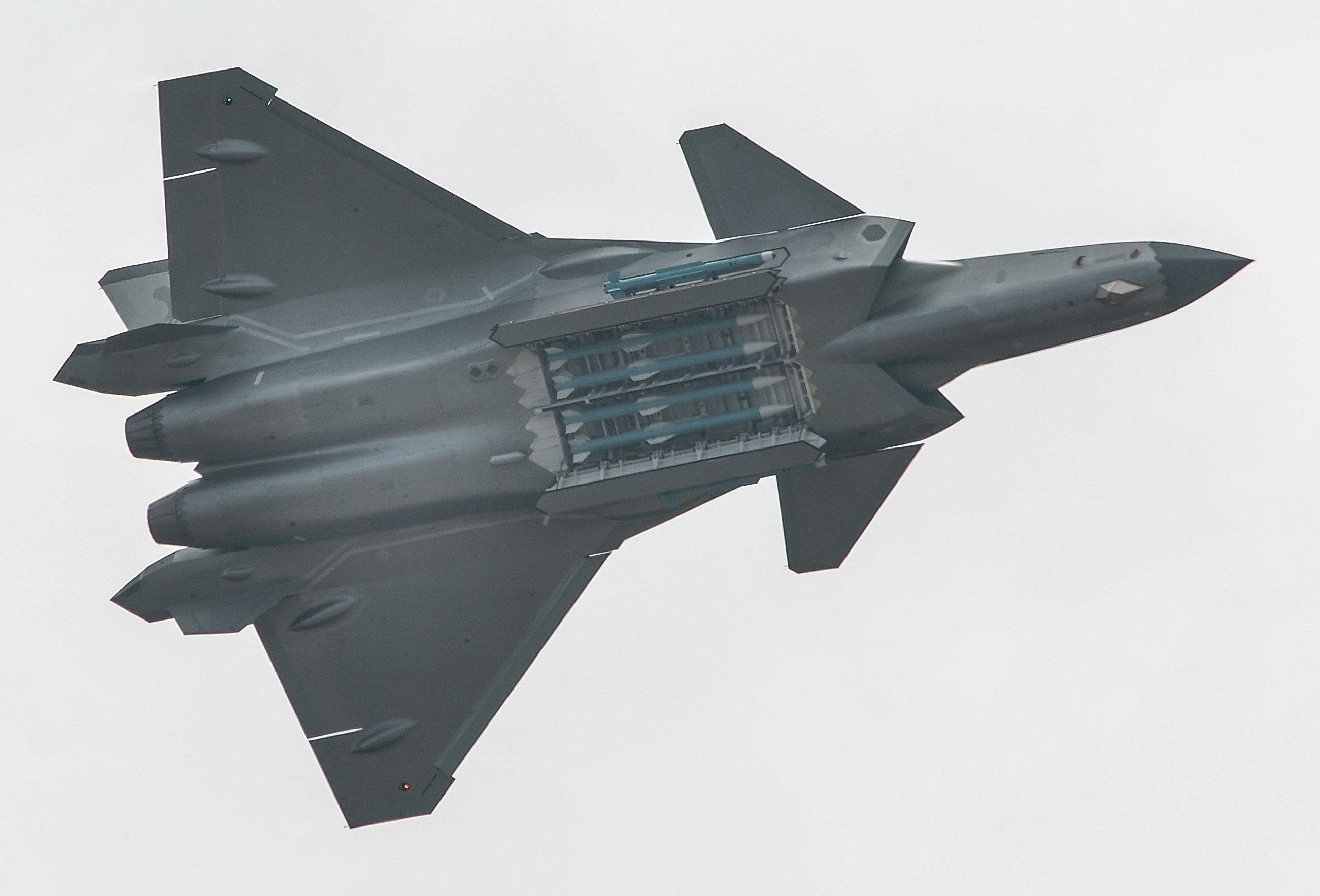
J-20 mit geöffnetem Waffenschacht bei der Luftfahrtschau in Zhuhai im November 2018

Die Bewaffnung wird für eine möglichst geringe Radarsignatur intern mitgeführt, wobei in den seitlichen Waffenschächten die Kurzstreckenrakete PL-10 und in den Hauptschächten bis zu vier Mittelstreckenraketen PL-12C/D oder PL-21 vorgesehen sind. Außenlaststationen sind vorhanden, externe Lasten mindern jedoch die Tarnkappenfähigkeiten. Offensichtlich sind nur Abstandswaffen vorgesehen und in den bisher bekannten Maschinen keine Kanone.
Im November 2013 tauchten die ersten unscharfen Fotos des dritten Prototyps (Kennzeichen 2011) auf. Spätere Bilder aus dem Januar 2014 zeigten deutlich Änderungen gegenüber den ersten beiden Exemplaren. So wurde die Form der Lufteinlässe geändert, die Kanten der Hecksteuerflächen abgeschrägt und auch die Cockpithaube, die Form der Hecksektion und die Fahrwerksklappen geändert. Die wichtigste sichtbare Änderung ist der Einbau eines anderen Head-up-Displays und eines optischen Systems unter dem Bug.
Am 26. Juli 2014 hob der vierte bekannte Prototyp (Kennzeichen 2012) zu seinem Erstflug ab. Er zeigt viele der Änderungen, die erstmals an dem dritten Prototyp beobachtet wurden. Zwei weitere Prototypen folgten mit dem Kennzeichen 2013 am 29. November 2014 und die sechste Maschine mit dem Kennzeichen 2015 am 19. Dezember 2014. Ende 2015/Anfang 2016 wurden die Prototypen mit den Kennzeichen 2016 und 2017 gesichtet.
Im Januar 2016 begann die Produktion der Nullserie. Die erste Maschine erhielt das Kennzeichen 2106.
Am 1. November 2016 flogen zwei Maschinen in einem sechzigsekündigen Vorbeiflug bei der Eröffnung der Luftfahrtschau in Zhuhai, Guandong. Bei der Zhuhai Airshow im November 2018 wurden vier J-20 im Flug vorgeführt. Dabei wurde der Hauptwaffenschacht geöffnet, in dem vier radargelenkte Luft-Luft-Mittelstreckenlenkwaffen untergebracht waren. Aus beiden seitlichen Waffenschächten wurde je eine infrarotgesteuerte Kurzstreckenlenkwaffe PL-10 ausgefahren.
Im Jahre 2021 nahmen 15 J-20 an der Luftparade zum Jahrestag der KP Chinas teil.

Am 27. Oktober 2021 wurde der erste Prototyp des J-20-Zweisitzers in Chengdu beobachtet.
Eine Marineversion der J-20 für den Einsatz auf Flugzeugträgern wurde angekündigt,
das Gerücht stammte von 2019. Von dieser Entwicklung war 2024 keine Rede mehr.
Eine der ersten drei chinesischen Einheiten mit der J-20 flog mit WS-10-Triebwerken. Die anderen flogen wohl mit russischen AL-31. Im Sommer 2023 schien eine J-20 mit den neuen WS-15-Triebwerken einen Testflug absolviert zu haben.
Im Sommer 2024 sollen 195 J-20 ausgeliefert gewesen sein.
Ein Mockup eines Doppelsitzers war im November 2024 an einer Luftfahrtmesse zu sehen. Es wurde auf der Zhuhai Airshow im Herbst 2024 präsentiert. Im Juli 2025 wurde davon ausgegangen, dass es entweder kurz davor steht, oder sich bereits im Dienst befindet. Der Kopilot könnte Aufgaben zur EloKa übernehmen, oder, was als wahrscheinlicher gilt, Loyal Wingman, wie die in Entwicklung befindliche Feihong FH-97(A), koordinieren. Es ist der weltweit erste zweisitzige Tarnkappenjäger. Als Name hat sich J-20S etabliert.

## Politische Bedeutung
Der Erstflug der J-20 fand während des Besuchs des amerikanischen Verteidigungsministers Robert Gates in China im Januar 2011 statt. Beobachter werteten dies als ein klares Zeichen an die USA, was der chinesische Staatspräsident Hu mit der Aussage dementierte, der Termin des Erstfluges hätte schon lange festgestanden und habe nichts mit Gates’ Besuch zu tun.
Die Entwicklung eines Jagdflugzeuges/Jagdbombers mit großer Reichweite und Stealth-Eigenschaften, der wahrscheinlich mit einem AESA-Radar und Luft-See-Abstandswaffen ausgerüstet sein wird, wird von Analysten als Bedrohung der amerikanischen Flottenpräsenz im Westpazifik gedeutet.
Andrew Scobell von der Rand Corporation gibt zu bedenken, dass die zivil-militärische Zusammenarbeit in der Volksrepublik China von Spannungen geprägt sein könnte. Ob der politischen Führung des Landes der Test von vornherein bekannt war und der Flug als Signal an die Vereinigten Staaten beabsichtigt gewesen sei, sei nicht abschließend zu klären. Gleichwohl ist die Sicherheitspolitik der Vereinigten Staaten Scobell zufolge von allen vier Szenarien betroffen, die sich aus der Bejahung oder Verneinung dieser beiden Aspekte ergeben.
Eine indische Zeitung zweifelte heftig an der Ausgereiftheit des Systems wie auch den Stealth-Eigenschaften.

## Sonstiges
Für den Spielfilm Die wandernde Erde II wurde eine fiktive doppelsitzige V/STOL-Version der J-20 erschaffen. Für die Filmaufnahmen schufen die Filmemacher nebst Computeranimation auch ein 1:1-Modell des Flugzeugs und ein detailliertes Cockpit mit funktionierenden Displays.

## Technische Daten
| Kenngröße             | Daten |
| --------------------- | --- |
| Besatzung             | 1 |
| Länge                 | 20,40 m |
| Spannweite            | 13,50 m |
| Flügelfläche          | 78,00 m² |
| Höhe                  | 4,45 m |
| Leermasse             | 19.391 kg |
| normale Startmasse    | 32.093 kg |
| max. Startmasse       | 36.288 kg |

Dreiseitenriss der Chengdu J-20

| Treibstoffkapazität   | 11.340 kg (intern) 19.340 kg (mit vier externen 2400-l-Treibstofftanks)                                          |
| Höchstgeschwindigkeit | Mach 1,7 (2102,05 km/h bzw. 1134,98 kn)                                                                          |
| Triebwerke            | 2 × Shenyang WS-10G (Prototyp) 2 × Saturn AL-31F-M2 (Prototyp) 2 × Xian WS-15 (Serie)                            |
| Schub                 | (WS-10G) mit Nachbrenner: 2 × 153 kN (AL-31F-M2) mit Nachbrenner: 2 × 145 kN (WS-15) mit Nachbrenner: 2 × 160 kN |